# Kántor Kitty
Kántor Kitty (Budapest, 1993. október 15. –) magyar színésznő, szinkronszínész, énekesnő és modell.

## Életpályája
Szinkronhang, színésznő, modell. Gyerekkora óta rengeteg animációs filmben és filmsorozatban volt hallható. 4 éves kora óta modell is, reklámokban szerepelt, mozi- és tévéfilmekben, valamint színházakban játszott. Mindezek mellett folyamatosan szinkronizál.

## Színészként

### Filmek
- ZooKids - Mentsük meg az Állatkertet! – Bagira (2011)
- A szörnyek ebédje – Tímea (2005)
- A gyűjtő – Emma (2005)
- Barátok közt – a fiatal Balogh Nóra (2004)
- Millenniumi mesék – Edit (2001)
- Jóban Rosszban[forrás?]

### Színház
- A két Lotti (bemutató: Nevesincs Színház, 2011)
- Ágacska (bemutató: Nevesincs Színház)
- Mozart – Operettszínház
- Rudolf – Operettszínház
- Pisti a vérzivatarban – Vígszínház
- Bűn és bűnhődés – Vígszínház
- Macskák – Madách Színház

### Szinkron
- Gagyi mami 2. (film, "Carrie Fuller" hangja)
- Harry Potter és a Főnix Rendje (film, "Luna Lovegood" hangja)
- Harry Potter és a Félvér Herceg (film, "Luna Lovegood" hangja)
- Őslények országa 11. – A pöttömszauruszok támadása (film, ? hangja)
- Judy Jetson és a Rockerek (rajzfilm, "Zippy" hangja)
- Maci Laci nagy szökése (rajzfilm, "kislány" hangja)
- Kim Possible – Időutazás (2D-s számítógépes animációs film, "óvodás Kim" hangja)
- Eszeveszett birodalom 2. – Kronk, a király (3D-s számítógépes animációs film, "Chacha" hangja)
- Lilo és Stitch – A csillagkutya (3D-s számítógépes animációs film, ? hangja)
- Lilo és Stitch 2. – Csillagkutyabaj (3D-s számítógépes animációs film, "Lilo" hangja)
- Mackótestvér 2. (3D-s számítógépes animációs film, "gyerek Nita" hangja)
- Némó nyomában (3D-s számítógépes animációs film, "Tüll" hangja)
- Polar Expressz (3D-s számítógépes animációs film, "Nona Gaye" hangja)
- Stitch! – A csillagkutya legújabb kalandjai (3D-s számítógépes animációs film, "Mertle Edmonds" hangja)
- Vadkaland (3D-s számítógépes animációs film, "gyermek víziló" hangja)
- Vudlik (3D-s számítógépes animációs film, "Mia" hangja")
- Macskák királysága (anime, "Josioka Haru" hangja)
- Street Fighter Alpha (anime, "Kaszugano Szakura" hangja)
- A kör (pszicho-thriller/horrorfilm, "Samara Morgan" hangja)

#### Sorozat szinkron
- Csajok a zŰrből (ausztrál filmsorozat, "Kiki" hangja)
- Charly – Majom a családban ( német filmsorozat, "Conny" hangja)
- Egyről a kettőre ( amerikai filmsorozat, "Lilly Foster-Lambert" hangja)
- Haláli hullák (amerikai filmsorozat, "Reggie Lass" hangja)
- Kirby Buckets kalandjai (amerikai filmsorozat, "Mandy McDaniels" és "Szomorú Lány" hangja)
- A médium (amerikai filmsorozat, "Bridgette Dubois" hangja)
- Miraculous – Katicabogár és Fekete Macska kalandjai (3D-s koreai-francia számítógépes animációs sorozat, "Juleka Couffaine" hangja)
- A sivatag szerelmesei (filmsorozat, "Andrea Valtierra Santana" hangja)
- Jelszó: Kölök nem dedós (rajzfilmsorozat, Kuki Sanban "Hármaska" hangja)
- Frédi és Béni, avagy a két kőkorszaki szaki (rajzfilmsorozat, ? hangja (2. szinkron))
- Marci (rajzfilmsorozat, "Chen" hangja)
- Amerikai sárkány (2D-s számítógépes animációs sorozat, "Haley Kay Long" hangja)
- Én kicsi pónim: Varázslatos barátság (2D-s számítógépes animációs sorozat, "Apple Bloom" hangja)
- Eperke és barátai (2D-s számítógépes animációs sorozat, "Eperke" énekhangja)
- Go Diego, Go! (2D-s számítógépes animációs sorozat, "Alicia" hangja)
- Kaja-kalandok (2D-s számítógépes animációs sorozat, "Nina" hangja)
- A kis barna mackó kalandjai (2D-s számítógépes animációs sorozat, narrátor hang)
- A komisz aranyhal (2D-s számítógépes animációs sorozat, "Dezmona" hangja)
- Hajrá skacok (mexikói gyereksorozat, "Marisol" hangja)
- Láthatatlan Alan (2D-s számítógépes animációs sorozat, "Linda" hangja)
- Phineas és Ferb (2D-s számítógépes animációs sorozat, "Isabella" hangja)
- Street Football (2D-s számítógépes animációs sorozat, ? hangja)
- Stuart Little, kisegér (2D-s számítógépes animációs sorozat, "Martha Little" hangja)
- Tündéri keresztszülők (2D-s számítógépes animációs sorozat "Trixie Tang" hangja)
- Angelina, a balerina (3D-s számítógépes animációs sorozat, "Polly" hangja (2. évadban))
- Eszes Jess (3D-s számítógépes animációs sorozat, "Jinx" hangja)
- A kis jegesmedve (2D-s számítógépes animációs sorozat, "Greta" hangja)
- Lilo és Stitch (2D-s számítógépes animációs sorozat, "Lilo" hangja)
- A Mancs őrjárat (3D-s számítógépes animációs sorozat, "Katie" hangja)
- Mrs. Columbo (filmsorozat, "Jenny" hangja)
- Vudlik (3D-s számítógépes animációs sorozat, "Mia" hangja)
- Caillou (flash animációs sorozat, "tanítónéni" hangja)
- Lenny és Twiek szerint a világ (flash animációs sorozat, "Twiek" hangja)
- Locsi-fecsi Márta (flash animációs sorozat, "Alice Boxwood" hangja)
- InuYasha (animesorozat, "Rin" hangja)
- Kilari (animesorozat, "Kilari" hangja)
- Naruto (animesorozat, "Hjúga Hinata" hangja (Jetix szinkron))
- Soy Luna (argentin telenovella, "Delfi" hangja)
- Ever After High (rajzfilmsorozat, "Apple White" hangja)
- Alpesi őrjárat (olasz krimisorozat, "Zoe Sartori" hangja)
- Krétazóna (2D-s számítógépes animációs sorozat "Penny Sanchez" hangja)